# Municipio de San Cristóbal Totonicapán
Municipio de San Cristóbal Totonicapán är en kommun i Guatemala.   Den ligger i departementet Departamento de Totonicapán, i den sydvästra delen av landet, 100 km väster om huvudstaden Guatemala City.